# Erich Otto Volkmann
Erich Otto Volkmann (* 23. November 1879 in Freistadt; † Dezember 1938 in Potsdam) war ein deutscher Berufsoffizier, Archivar und Autor militaristischer Schriften in der Weimarer Republik und in der Zeit des Nationalsozialismus.

## Leben
Volkmann begann seine militärische Laufbahn 1898. Im Jahr 1900 wurde er Offizier und nahm ab 1914 als Generalstabsoffizier am Ersten Weltkrieg teil. Nach Kriegsende war er ab 1919 im Grenzdienst beim Ostpreußischen Freiwilligenkorps in Ostpreußen eingesetzt. Er schied als Major aus und ging 1920 als Archivrat ins Reichsarchiv in Potsdam. Dort wurde er 1935 zum Oberarchivrat (Oberregierungsrat) befördert.
Volkmann arbeitete an der vom Parlamentarischen „Untersuchungsausschuss für die Schuldfragen des Weltkriegs“ der Verfassunggebenden Deutschen Nationalversammlung und des Deutschen Reichstages beauftragten Untersuchung zu den „Ursachen des deutschen Zusammenbruchs im Jahre 1918 – Die Dolchstoß-Frage“ mit und veröffentlichte zwei Beiträge zu den Themen Die Annexionsfragen des Weltkrieges sowie Sociale Heeresmissstände als Mitursache des deutschen Zusammenbruchs von 1918. Die Untersuchungen zur Kriegsschuldfrage, zur Dolchstoß-Frage und zur Drückebergerei wurden zwischen 1926 und 1928 veröffentlicht. Den Berechnungen Volkmanns zufolge weigerten sich im Frühjahr 1918 etwa 800.000 bis eine Million Soldaten, den Angriffsbefehlen ihrer militärischen Vorgesetzten zu folgen. Die Militärbürokratie belegte dieses Massenphänomen mit dem abschätzigen Begriff „Drückebergerei“.
Das Buch über seine Kriegserlebnisse bei der Ösel-Besetzung im Ersten Weltkrieg, Die roten Streifen, hatte 1942 eine Auflage von 100.000 Exemplaren.
Die von Volkmann verfassten Schriften Die Sudetendeutschen, Strategischer Atlas zum Weltkrieg, Die unsterbliche Landschaft, Der große Krieg 1914–1918, Strategie des Weltkrieges und Am Tor der neuen Zeit sowie das von ihm mit Bernhard Schwertfeger herausgegebene Die deutsche Soldatenkunde wurden in der Sowjetischen Besatzungszone auf die Liste der auszusondernden Literatur gesetzt. In der Deutschen Demokratischen Republik folgten auf diese Liste noch Der Marxismus und das deutsche Heer im Weltkriege, Unternehmen Ösel und Die roten Streifen.
Ein Sohn Volkmanns war der Journalist und Autor Claus Peter Volkmann, der sich nach 1945 das Pseudonym Peter Grubbe zulegte, um seine Beteiligung am Holocaust zu vertuschen.

## Werke (Auswahl)
- Der Große Krieg 1914–1918. Kurzgefaßte Darstellung auf Grund der amtlichen Quellen des Reichsarchivs. Berlin 1922 (1938) (online).
- Der Marxismus und das deutsche Heer im Weltkriege. Unter Benutzung amtlicher Quellen. Mit einem Urkundenanhang. Reimar Hobbing, Berlin 1925 (Digitalisat).
- (Hrsg.) Ruhmeshalle unserer alten Armee, Verlag für Militärgeschichte und deutsches Schrifttum. Militär-Verlag, Potsdam 1927.
- Die Sudetendeutschen, H. Beyer & Söhne, Langensalza 1929.
- Die Ursachen des Deutschen Zusammenbruches im Jahre 1918. Bd. 2: Soziale Heeresmißstände als Mitursache des deutschen Zusammenbruchs von 1918. Dt. Verlagsges. für Politik und Geschichte, Berlin 1929.
- Die Ursachen des Deutschen Zusammenbruches im Jahre 1918. 1. Halbbd: Gutachten des Sachverständigen Volkmann: Die Annexionsfragen des Weltkrieges., Dt. Verlagsges. für Politik und Geschichte, Berlin 1929.
- Die Ursachen des Deutschen Zusammenbruches im Jahre 1918. Bd. 6: Die Stellung der oppositionellen sozialdemokratischen Parteigruppen im Weltkrieg zum nationalen Staat und zur Frage der Landesverteidigung., Dt. Verlagsges. für Politik und Geschichte, Berlin 1929.
- Revolution über Deutschland, Gerhard Stalling, Oldenburg i.O. 1930.
- Am Tor der neuen Zeit, Gerhard Stalling, Oldenburg i.O. 1933.
- Die unsterbliche Landschaft. Die Fronten des Weltkrieges. Ein Bilderwerk. 14 Bde., Bibliographisches Institut, Leipzig 1934/35.
- Was wir von der Zermürbung der Zivilbevölkerung durch die kriegsfeindliche Propaganda nicht wissen. In: Walter Jost, Friedrich Felger (Hrsg.): Was wir vom Weltkrieg nicht wissen. H. Fikentscher Verlag, Leipzig 1936.
- mit Bernhard Schwertfeger, Otto Großmann: Die Deutsche Soldatenkunde – Zweiter Band. Leipzig: Bibliographisches Institut 1937 (auszusondernde Literatur 1946: 11213).
- Strategie des Weltkrieges, Bibliographisches Institut, Leipzig 1937.
- Strategischer Atlas zum Weltkrieg, Bibliographisches Institut, Leipzig 1937.
- Die roten Streifen. Roman eines Generalstabsoffiziers, Hanseatische Verlagsanstalt, Hamburg 1942.
  - Auszug aus Die roten Streifen: Unternehmen Ösel, Hanseatische Verlagsanstalt, Hamburg 1940.
- Albrecht Philipp: Ursachen des deutschen Zusammenbruchs im Jahre 1918. Gutachten der Sachverständigen von Kuhl, Schwertfeger, Delbrück, Katzenstein, Herz, Volkmann zur 'Dolchstoß'-Frage.